# Knick Knack
 (juillet 2025).
Pour plus de détails, voir Fiche technique et Distribution.
Knick Knack est un court métrage d'animation américain du studio Pixar, réalisé par John Lasseter en 1989.

## Synopsis
Sur une étagère, parmi différents gadgets-souvenirs, un bonhomme de neige veut s'échapper de sa boule de verre pour aller joindre une femme en bikini située de l'autre côté de l'étagère et qui lui fait signe d'approcher. Il frappe sa boule de verre avec des moyens de plus en plus destructeurs, et finit par tomber de l'étagère dans un aquarium, entre-temps il sort de sa boule de verre, voit une sirène et sa boule de verre retombe sur lui et le bonhomme de neige y reste enfermé. Le film ne contient aucun dialogue.

## Fiche technique
- Titre : Knick Knack
- Réalisateur : John Lasseter
- Scénario : John Lasseter
- Production : Pixar Animation Studios
- Musique : Bobby McFerrin
- Format : couleurs
- Durée : 4 minutes

## Édition en vidéo
Dans le court métrage de 1989, la femme en bikini et la sirène avaient poitrine proéminente. Lors de la diffusion du film dans l'édition collector de Le Monde de Nemo, en 2004, ces caractéristiques physiques ont été diminuées.

## Sources et références
1. ↑  (en) « Knick Knack (Comparison : Old Version (1989) », sur movie-censorship.com (consulté le 20 mai 2023).